# El Paso Occupato
El Paso Occupato (abbr. El Paso), già Scuola Materna "Di Robilant", è una casa occupata di ispirazione anarchica, situata a Torino. Nato nel 1987, è definito dai suoi occupanti "né centro, né sociale, né squat". Ospita e produce prevalentemente attività musicali e arti visive, ma anche editoriali.
Sin dall'inizio ha avuto una grande importanza per lo sviluppo della scena hardcore punk a Torino, anche se negli anni ha perso la sua centralità. Sul palco di El Paso hanno suonato anche celebrità mondiali come i francesi Mano Negra e gli americani The Offspring e NOFX, oltre a numerosi gruppi storici della scena hardcore e post-punk internazionale, tra i quali Fugazi, Youth Of Today, MDC, No Means No, Ratos De Porao, SNFU e Jingo De Lunch.
Il nome deriva dalla sua ubicazione, in via Passo Buole, nel quartiere del Lingotto.

## Storia

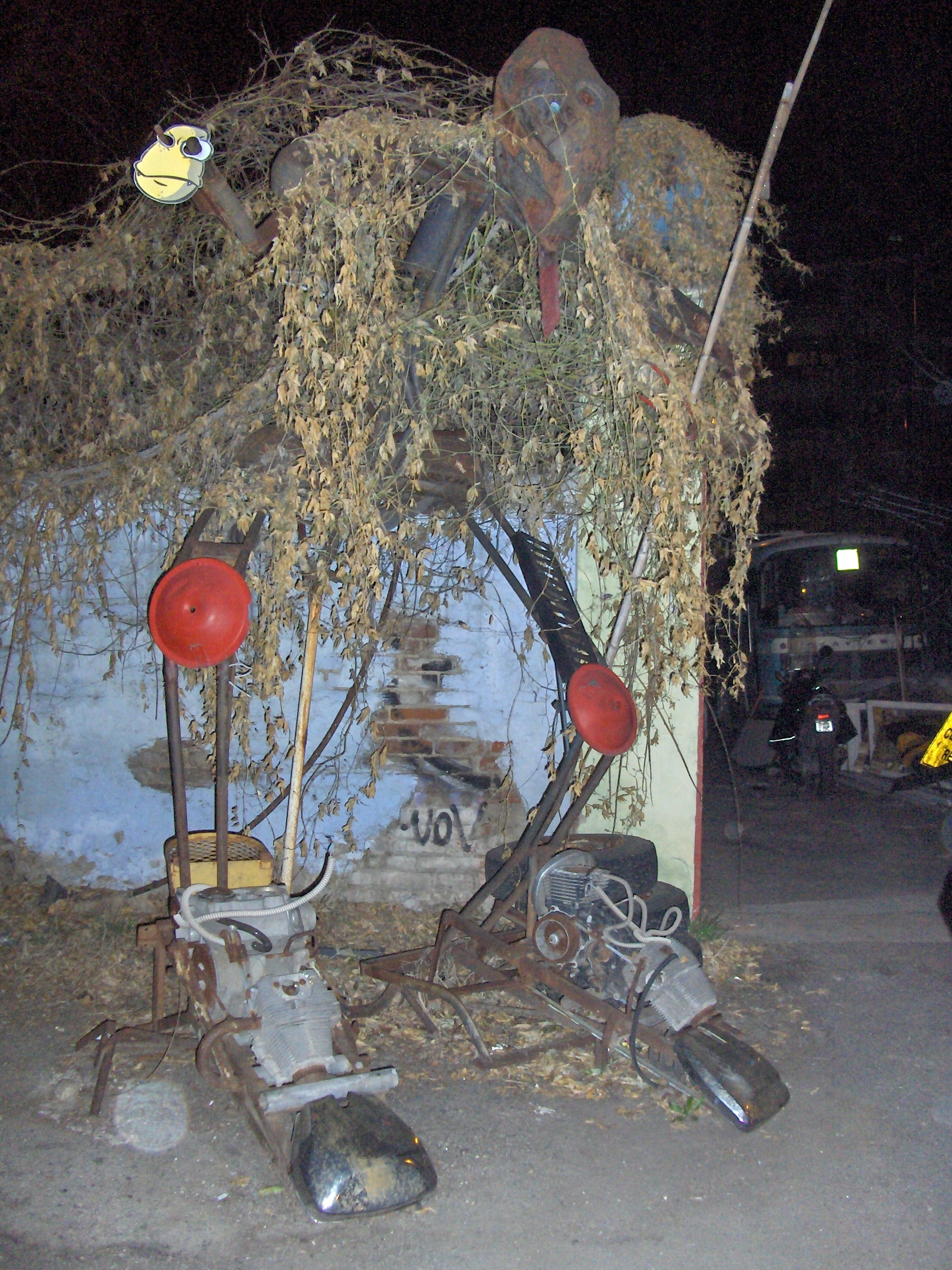
Fantoccio di fronte a El Paso Occupato di Torino.

La storia di El Paso è direttamente correlabile con l'arrivo del movimento punk a Torino, tra la fine degli anni settanta e l'inizio anni ottanta.
In quegli anni a Torino cominciarono a formarsi le prime band punk, tra cui 5° Braccio, Blue Vomit, Nerorgasmo, Kollettivo (da cui nacquero i CCC CNC NCN) e i D.D.T. Il loro primo vero punto di aggregazione e organizzazione di concerti, attivissimo anche con una sala prove, fu un centro d'incontro del Comune, in Lungo-Dora Pietro Colletta (zona Vanchiglietta).
Nel 1986, dall'incontro del Collettivo Punx Anarchici con gli anarchici del Circolo “Eliseo Reclus” di via Ravenna 3 che si erano distaccati dalla F.A.I., nacque il Collettivo Avaria. Essi cercavano un posto da autogestire, stanchi di dover fare riferimento ai centri d'incontro delle Circoscrizioni. Dopo una serie di occupazioni di edifici pubblici abbandonati, tutte concluse con sgomberi nel giro di pochi giorni, prima tra tutte quella del cinema Diana (marzo 1984) che, aperto nel 1928 e chiuso dal 1975, crollerà poi solo cinque mesi più tardi, il 5 dicembre 1987 venne occupato El Paso.
Dopo un primo sgombero (il 18 dicembre 1987) la struttura venne rioccupata, e fu stipulato un accordo temporaneo con il Comune che concesse lo stabile a titolo gratuito. La concessione non venne mai rinnovata, e tutt'oggi di fatto El Paso è in una situazione di illegalità, i cui occupanti rivendicano il rifiuto politico di stabilire canali di collaborazione con le istituzioni. Il funzionamento interno del centro segue le regole dell'autogestione.
L'anno successivo il centro occupato ospitò il primo concerto italiano della band statunitense MDC, che tornò a suonare sullo stesso palco 30 anni dopo.
Nel 1989 un gruppo di persone proveniente dalla struttura occupò illegalmente più volte una palazzina di Via Rossini sempre di proprietà del Comune ed altre strutture abbandonate nella stessa città. Numerose risultano anche le azioni di vandalismo compiute dai residenti nell'ex asilo, soprattutto in occasione degli arresti di alcuni suoi componenti.
Nel 1991 i francesi Mano Negra si rifiutarono di suonare allo stadio comunale di Torino e preferirono tenere un concerto al centro sociale occupato con altre band locali.
Coinvolti nella manifestazione indetta nel corso del G8 a Genova nel 2001, i residenti del centro organizzarono in seguito un'asta provocatoria del materiale scampato alla devastazione delle forze di polizia nella scuola Diaz.
Nel 2006 la fotografa Monica Carocci proiettò sulla facciata della casetta di via Rossini all'angolo con corso San Maurizio (più volte occupata e sgomberata dal 1989) il murale, rappresentante un sottomarino incursore, che prese forma durante la performance di un collettivo proveniente dal centro sociale venti anni prima, e che era stato cancellato qualche settimana prima dal sindaco Sergio Chiamparino in occasione delle Olimpiadi invernali del 2006. 
All'interno del centro sociale si svolgono anche attività cinematografiche, teatrali, una editoriale e di etichetta discografica. La El Paso autoproduzioni ha pubblicato gruppi come Deity Guns, Plastination, Officine Schwartz, DsorDNE, Church Of Violence, Nerorgasmo, Belli Cosi, Tasaday, I Fichissimi, Brain Discipline, Molto Rumore Per Nulla, Broken Art, Youngang, Rotten Brain e molti altri. Stando a fonti interne, alla fine del 2003 i dischi autoprodotti erano 34 e i concerti ospitati più di duemila.
Nell'edificio hanno soggiornato diversi artisti di area alternativa e sono state pubblicate per alcuni anni Tutto Squat, una rivista di area anarchica che imitava nei titoli e nella grafica il quotidiano Tuttosport, e la rivista di fumetti InterZona.

## Il simbolo
Il simbolo di El Paso Occupato è la figura di teschio (che mostra la lingua) e tibie su campo nero.

## L'edificio
L'edificio, su due piani fuori terra, ospitava originariamente la scuola materna di Robilant, fatta costruire nel 1883 dalle famiglie più ricche di Torino per i figli dei contadini, e data in gestione alle suore salesiane di Maria Mazzarello. Ampliato e restaurato nel 1953 (mantenendo nella decorazione esterna lo stile della vecchia costruzione), funzionò fino al 1982. Dopo la chiusura rimase abbandonato per intoppi burocratici.
Dopo l'occupazione sono state ricavate al suo interno una sala per concerti e proiezioni, cucina, centro di documentazione, bar.